# Camp Hale - Continental Divide National Monument

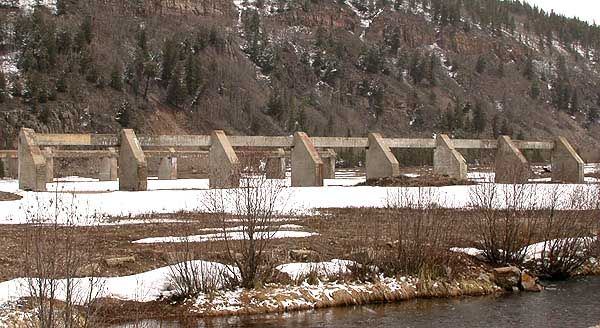
Gebäudereste von Camp Hale in der Gegenwart

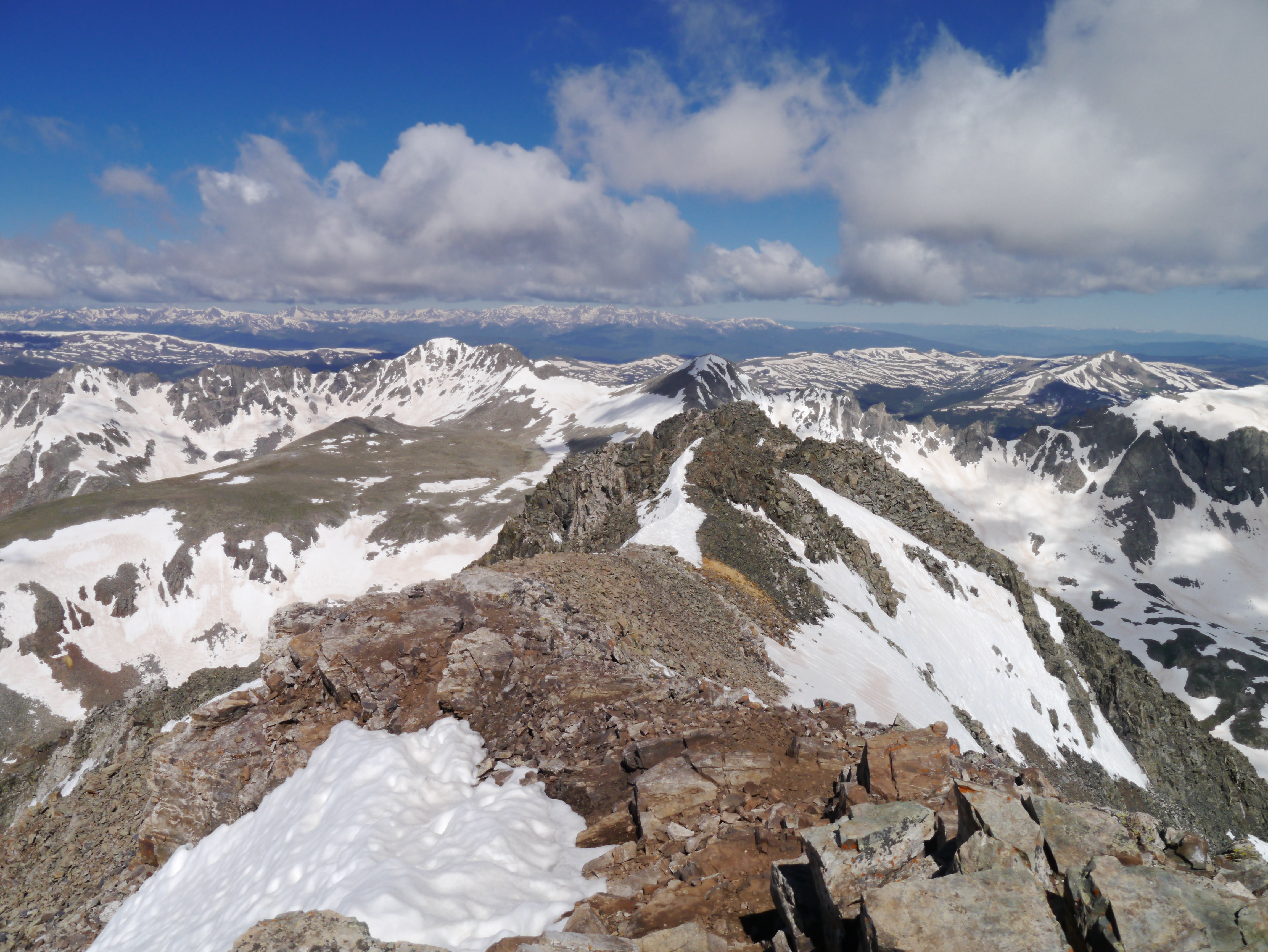
Quandary Peak und Umgebung

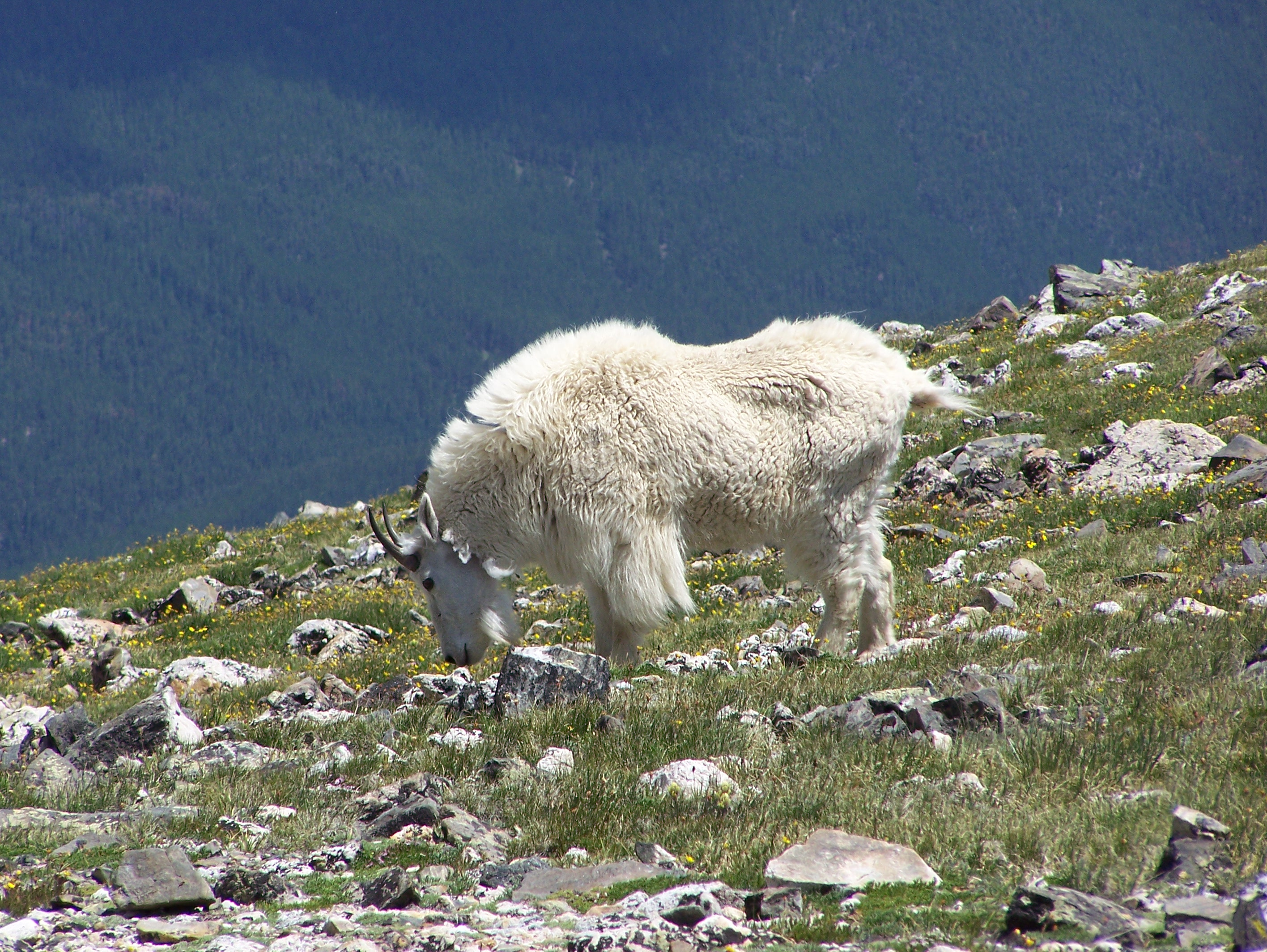
Schneeziege am Quandary Peak

Das Camp Hale – Continental Divide National Monument ist ein US-amerikanisches Schutzgebiet und zugleich Gedenkstätte vom Typ eines National Monument im Eagle County in der Mitte Colorados. Das National Monument soll die Natur, historische und prähistorische Stätten schützen und den Erholungswert des Gebiets bewahren. Es erinnert auch an die Geschichte der Gebirgsjäger der US Army in der 10th Mountain Division, die nach ihrer Aufstellung 1943 im Zweiten Weltkrieg hier ausgebildet wurde und den Grundstein für die Hochgebirgs- und Winterkriegsführung durch die US Army legten.
Es wurde durch Präsident Joe Biden durch eine Presidential Proclamation am 12. Oktober 2022 mit einer Flächengröße von 53.804 Acres ausgewiesen. Das Schutzgebiet besteht aus den zwei Teilgebieten Camp Hale Area mit 28.684 Acres und Tenmile Area mit 25.210 Acres. Das National Monument umfasst Landflächen im Eigentum der US-Regierung und wird vom United States Forest Service (USFS) als Teil des White River National Forest betreut.
Die Einrichtung des Schutzgebiets als National Monument hat keine Auswirkungen auf die Genehmigungen der benachbarten Skigebiete. Das Gebiet darf weiterhin für ein breites Spektrum an motorisierten und nicht motorisierten Erholungsmöglichkeiten genutzt werden. Im Camp Hale gibt es zwei Campingplätze. Auf dem Gelände befinden sich mehrere Informationstafeln zur Geschichte.

## Natur
Die hohen Gipfel und alpinen Täler des Monuments beherbergen seltene und empfindliche alpine Tundra-Ökosysteme. Der höchste Berg im Schutzgebiet ist der Quandary Peak mit 4350 m Höhe. Die ökologische Vielfalt und der Reichtum an Wildtieren sind ein wichtiger Teil des Wertes dieses Gebietes. Es weist diverse Ökosysteme, Lebensräume und wichtige Wanderkorridore für bedrohte und gefährdete Arten auf.
Zwei der vier bekannten Populationen von Weber's drab (Draba weberi) einer zierlichen Blume, befinden sich in der Tenmile Range. Von dieser Art sind weniger als 300 Pflanzen bekannt. In ephemeren Tümpel, die durch die Schneeschmelze zwischen Felsblöcken und hochgelegenen Bergseen in diesem Gebiet entstehen, beherbergen ebenfalls das seltene Eisgras. Das Eisgras ist winzig – es wird weniger als einen Zentimeter hoch und kommt nur in kalten, hochgelegenen Regionen vor. Es kommt in Colorado nur in vereinzelten, unzusammenhängenden Gebieten vor. Die nächstgelegene bekannte Population befindet sich im Nordwesten Wyomings.
Auch die Boreal toad (Anaxyrus boreas boreas), eine seltene Krötenart, kommt vor. Die Colorado River Cutthroat Trout (Oncorhynchus clarki pleuriticus), eine Art der Cutthroat-Forellen, lebt im Spruce Creek und im McCullough Creek.
Der bedrohte Kanadischer Luchs lebt im Gebiet. Das Gebiet bietet außerdem Lebensraum für Eisgraue Fledermaus, Schneeziege, Elch, Dickhornschaf, Wapiti, Maultierhirsch, Pazifischer Marder, Amerikanischer Schwarzbär, Puma und Rotluchs. Vogelarten wie Weißkopfseeadler, Alpenschneehuhn, Olivflanken-Schnäppertyrann, Raufußkauz, Habicht und viele andere Vogelarten brüten im Gebiet.
Im Schutzgebiet liegen Wasserfälle wie die Continental Falls, die Mohawk Basin Falls und die McCullough Gulch Falls.
Bereits vor der Ausweisung des National Monuments waren Teilgebiete der Tenmile Range direkt nördlich des Teilgebietes Tenmile Area als Wilderness Area Eagles Nest, in der strengsten Naturschutzgebietskategorie der USA, ausgewiesen worden. Um das Camp Hale – Continental Divide National Monument liegen einige der bekanntesten Skigebiete in Colorado. Das National Monument bietet Wander- und Radwege, einschließlich eines Weges zu einem der am häufigsten bestiegenen des Staates, dem Quandary Peak. 20 Meilen des Fernwanderweges Continental Divide Trail liegen im National Monument.

## Geschichte des Camp Hale – Continental Divide National Monuments
Zum Zeitpunkt des ersten Kontakts mit Weißen zogen die Ute-Stämme im Rahmen ihrer jährlichen Wanderungen jeweils nach der Schneeschmelze durch das Gebiet. Sie nutzten die Region, bis sie Mitte des 18. Jahrhunderts von der US-Regierung gezwungen wurde dieses Gebiet ihrer angestammten Heimat aufzugeben. In diesem Gebiet befinden sich auch alte Grabstätten der Ute sowie andere Gebiete von kultureller und spiritueller Bedeutung. Das Gebiet ist nach wie vor von kultureller Bedeutung für die Ute, die in dieses Gebiet ihrer Heimat zurückkehren, um zu beten, Zeremonien abzuhalten, ihre Vorfahren zu ehren, zu jagen, zu fischen und Pflanzen zu ernten.
In den frühen 1900er Jahren begannen mehrere Minen im Gebiet Gold-, Silber-, Blei- und Kupfererze zu fördern. Am Rande des Berges Mount Royal umfasste die Masontown-Minenanlage einst eine Mühle, zahlreiche Minenschächte, eine Pension und Häuser für mehrere hundert Arbeiter. Heute können Besucher der Gegend entlang des Masontown Trail am nördlichen Ende des Tenmile-Gebiets Überreste des Mühlengeländes besichtigen.
1942 wurde die Militärgarnison Camp Hale für die Ausbildung der 10th Mountain Division gebaut. Es ist nach Brigadegeneral Irving Hale (1861–1930) benannt, der im Spanisch-Amerikanischen Krieg und im Philippinisch-Amerikanischen Krieg eingesetzt wurde. Zu seiner Hauptnutzungszeit erstreckte sich Camp Hale über fast 1.500 Acres Fläche und umfasste 1.000 Gebäude, darunter 245 Baracken. Zur Garnison gehörten Paradeplätze, Erholungsgebiete, Schießstände, ein Schießplatz, Gleisanlagen und ein ausgedehntes Straßen- und Brückennetz. Die Soldaten wurden im Bergsteigen, im alpinen und nordischen Skifahren, im Überleben bei kaltem Wetter sowie im Umgang mit verschiedenen Waffen und Geschützen ausgebildet. Als die Anlage voll in Betrieb war, waren dort etwa 15.000 Soldaten untergebracht. Die Schaffung eines Elite-Skikorps wurde von der National Association of Ski Patrol, lokalen Skiclubs und Hollywood unterstützt. Im Camp Hale waren zeitweise etwa 400 Kriegsgefangene des Afrika-Korps untergebracht. Camp Hale wurde schon im November 1945 von der US Army verlassen, da die Division deaktiviert wurde. 1945 setzte die US Army deutsche Kriegsgefangene ein, um den größten Teil der Gebäude abzubauen. Später reaktivierte die US-Armee Camp Hale auf begrenzter Basis, um es als Mountain Winter Warfare School and Training Center für Soldaten in Fort Carson zu nutzen. Bis in die 1990er Jahre hinein führte die Armee mit einer Sondergenehmigung gelegentlich Trainingsübungen auf dem Gelände durch.
1946 und 1965 führte das US Army Corps of Engineers erste Aufräumaktionen auf dem Schießplatz durch, um Munition zu beseitigen die nichtexplodiert war. In den späten 1990er Jahren richtete das US Army Corps of Engineers das Camp Hale Military Munitions Project ein, um gefährliche Munition aus dem Gebiet zu entfernen. Noch Anfang der 2000er Jahre wurden mehrere Dutzend scharfe Munitionsteile entdeckt, die vernichtet werden mussten.
Soldaten der 10th Mountain Division spielten nach 1945 eine entscheidende Rolle bei der Entwicklung der amerikanischen Skiindustrie. Die meisten Skigebiete in Colorado, darunter Aspen, Vail, Loveland und viele andere Skigebiete der USA gehen auf Soldaten der 10th Mountain Division zurück. Insgesamt mehr als 60 Skigebiete wurden von Veteranen der Division gegründet oder geleitet. Andere Veteranen aus Camp Hale wurden später zu Vorreitern in den Bereichen Naturschutz, Outdoor-Erziehung und Freizeitgestaltung. David Brower war der erste Direktor des Sierra Club. Paul Petzoldt gründete die National Outdoor Leadership School und Fritz Benedict gründete die 10th Mountain Division Hut Association, die ein Netz von 30 Berghütten für Skifahrer, Mountainbiker und Wanderer betreibt, darunter drei im Camp Hale – Continental Divide National Monument.
In Camp Hale bildete die Central Intelligence Agency von 1959 bis 1964 heimlich tibetische Guerillas (Chushi Gangdruks) aus. Das Projekt erhielt den Codenamen ST Circus. Dieses Terrain wurde wegen der Ähnlichkeiten der Rocky Mountains mit dem Hochland von Tibet ausgewählt. Die Tibeter nannten es Camp Dhumra (Garten). Die CIA verbreitete in lokalen Zeitungen die Geschichte, dass Camp Hale ein Ort für Atomtests sei und aus diesem Grund als Hochsicherheitszone ausgewiesen sei. Die Ausbilder gingen zur Erholung nach Leadville, wo alle möglichen Gerüchte über das Lager kursierten, aber niemand entdeckte seine wahre Funktion. Insgesamt wurden 176 Tibeter in Camp Hale ausgebildet. Einige von ihnen wurden sprangen mit dem Fallschirm über Tibet ab, um sich mit lokalen Widerstandsbewegungen zu verschmelzen. Ein anderer Teil ging auf dem Landweg nach Tibet. Die wenigen Einheiten, denen es gelang tibetische Widerstandseinheiten aufzubauen, operierten hauptsächlich vom Norden Nepals aus. Nachdem Camp Hale 1964 aufgelöst wurde, blieben keine Tibeter mehr in Colorado.
Nach der Schließung des Lagers 1964 wurde das Gelände zuerst weiter abgeriegelt und der Umkreis von der US-Militärpolizei bewacht. Im Juni 1965 wurde Camp Hale dem United States Forest Service übergeben. Ende Juni 1965 schloss das Department of the Army offiziell das Camp Hale und übertrug das Land an den White River National Forest. Der United States Forest Service begann mit der Wiederherstellung des natürlichen Zustands des Pando Valley in dem Camp Hale lag. Dabei wurden unter anderem alte Gebäudefundamente zugeschüttet und die Fläche begrünt. Man eröffnete zwei Campingplätze und einen Picknickplatz.
Seit 1974 hat der Verein SOS Outreach aus dem Eagle County für benachteiligte Jugendliche Outdoor-Aktivitäten unter dem Motto Meet The Wilderness im Camp durchgeführt.
Seit 2015 arbeitete der United States Forest Service im Rahmen der Kampagne Treasured Landscapes (Geschätzte Landschaften) mit der National Forest Foundation und lokalen Interessengruppen zusammen, um einen Vorschlag zur Wiederherstellung von Feuchtgebieten im Pando Valley zu entwickeln. Für den Bau von Camp Hale musste der Eagle River in einen geraden, engen Graben verlegt, wodurch etwa 70 Prozent der historischen Feuchtgebiete des Tals zerstört wurden. Der Eagle River soll wieder wie früher mäandrieren, wodurch sich die Länge des Flusses um mehr als drei Meilen erhöht und bis zu ein Viertel der Feuchtgebiete wiederhergestellt werden.
2019 wurde Camp Hale mit einer Flächengröße von 28.728 Acres zur Ausweisung als erste National Historic Landscape der USA überhaupt im Rahmen des Colorado Outdoor Recreation & Economy (CORE)-Gesetzes vorgeschlagen. Der Kongressabgeordnete Joe Neguse empfing am 22. August 2022 US-Landwirtschaftsminister Tom Vilsack, den Gouverneur von Colorado Jared Polis, und die US-Senatoren Michael Bennet und John Hickenlooper in Camp Hale, um den Gesetzesentwurf zu unterstützen. Der Gesetzesentwurf wurde aber im US-Kongress blockiert. Präsident Biden nutzte daher den Antiquities Act um das Camp Hale – Continental Divide National Monument per Presidential Proclamation am 12. Oktober 2022 bei einem Besuch auszuweisen. Durch die Ausweisung sollten Teile der Thompson Divide vor Bergbau, Öl- und Gasförderung geschützt werden.
Das Camp Hale – Continental Divide National Monument ist das erste National Monument welches Präsident Biden auswies. Die Ausweisung des Nationals Monument war das Ergebnis jahrelanger Bemühungen von Veteranen der 10th Mountain Division, von Politikern des Bundesstaates Colorado und vielen umliegenden Gemeinden. Auch Vereine und Verbände des Naturschutzes und von Outdoor-Aktivitäten sowie lokale Geschäftsleute unterstützten die Ausweisung. Die Ausweisung des Camp Hale – Continental Divide National Monument nahm man in Colorado sehr positiv auf. Andere Ausweisung von National Monuments, wie das Bears Ears National Monument 2016, führten zu massiven Widerspruch von Politikern der Republikaner, Geschäftsleuten und Ranchern.